# バンディッツ (2001年の映画)
『バンディッツ』（原題: Bandits）は、2001年製作のアメリカ合衆国の映画。
ビリー・ボブ・ソーントンとケイト・ブランシェットはゴールデングローブ賞にノミネートされた。

## ストーリー
オレゴン州立刑務所で出会ったジョーとテリー。二人はある日、咄嗟に奪ったトラックで刑務所を脱獄し、メキシコで新生活を始めようとしたが、資金作りのために銀行強盗を計画する。深夜に支店長宅に侵入し、店長の家族を人質に金庫を開けさせる二人の犯行は、誰も殺さず傷つけないスマートな「お泊り強盗」として全米メディアで取り上げられ、注目を集める。ある日、二人の目の前に主婦ケイトが現れる。

## 登場人物
ジョー・ブレーク
演 - ブルース・ウィリス
囚人。タフガイな男。お泊り強盗として有名になる。
テリー・コリンズ
演 - ビリー・ボブ・ソーントン
囚人。理知的で神経質。神経症なので病気の勉強をしている。調味料にも詳しい。刑務所ではクロヒョウと呼ばれていた。お泊り強盗として有名になる。
ケイト・ウィーラー
演 - ケイト・ブランシェット
専業主婦。歌を歌い、踊りながら料理するノリの良い女性だが実際はつまらない夫婦生活に落胆を通り越して絶望している。テリーを轢いてしまい事件に巻き込まれる。
ハーヴィー・ポラード
演 - トロイ・ギャリティ
ジョーの親友。スタントマンに憧れているが上手くいっていない。
ダリル・ミラー
演 - ブライアン・F・オバーン
オレゴン州のシティバンクの頭取。ジョーたちに協力する羽目になる。
クロエ・ミラー
演 - ステイシー・トラヴィス
ダリルの妻。
ダーレン・ヘッド
演 - ボビー・スレイトン
テレビ番組「犯罪ワイド」の司会者。
チャールズ・ウィーラー
演 - ウィリアム・コンバース・ロバーツ
ケイトの夫。夫婦生活を良くする気がなくケイトにストレスを与えている。
マコーミック
演 - ピーター・ウィアーター
ロンサンゼルス市の警部補。
エリカ・ミラー
演 - タルーラ・ベル・ウィリス
ダリルとクロエの子供。
モニカ・ミラー
演 - スカウト・ラルー・ウィリス
ダリルとクロエの子供。

## キャスト
| 役名                                 | 俳優                             | 日本語吹替 | 日本語吹替   |
| 役名                                 | 俳優                             | ソフト版   | 日本テレビ版 |
| ------------------------------------ | -------------------------------- | ---------- | ------------ |
| ジョー・ブレーク                     | ブルース・ウィリス               | 樋浦勉     | 内田直哉     |
| テリー・コリンズ                     | ビリー・ボブ・ソーントン         | 原康義     | 大塚芳忠     |
| ケイト・ウィーラー                   | ケイト・ブランシェット           | 高島雅羅   | 田中敦子     |
| ハーヴィー・ポラード                 | トロイ・ギャリティ               | 小森創介   | 内田夕夜     |
| ダリル・ミラー                       | ブライアン・F・オバーン          | 大滝寛     | 安井邦彦     |
| クロエ・ミラー                       | ステイシー・トラヴィス           | 小野未喜   | 安達忍       |
| ダーレン・ヘッド                     | ボビー・スレイトン               | 宝亀克寿   | 玄田哲章     |
| クレア                               | ジャニュアリー・ジョーンズ       | 大坂史子   | 冬馬由美     |
| チャールズ・ウィーラー               | ウィリアム・コンバース・ロバーツ | 永田博丈   | 後藤敦       |
| ロンサンゼルス市警マコーミック警部補 | ピーター・ウィアーター           | 品川徹     | 廣田行生     |
| シェリー                             | アズーラ・スカイ                 | かないみか | かないみか   |
| フィル                               | アンソニー・バーチ               | 川田紳司   | 小尾元政     |
| エリカ・ミラー                       | タルーラ・ベル・ウィリス         | 金田朋子   | 長谷優里奈   |
| モニカ・ミラー                       | スカウト・ラルー・ウィリス       | 小林沙苗   | かないみか   |
| ミルドレッド・クローネンベルク支店長 | ペギー・ミリー                   |            | 京田尚子     |
| ラルフ銀行員                         | ジョン・エヴァンス               |            | 安井邦彦     |
| ワイルドウッド警官エドガー           | スコット・バークホールダー       | 石井隆夫   | 島田敏       |
| ローレンス・ファイフ支店長           | リチャード・リール               | 田中正彦   | 中博史       |
| サラ・ファイフ                       | マイコール・マーキュリオ         |            | 巴菁子       |
| ビリー・サンダース                   | サム・レビンソン                 | 川田紳司   | 遊佐浩二     |

- 日本テレビ版：初回放送2005年6月10日『金曜ロードショー』